# صومعه تاناهات
صومعه تاناهات (ارمنی: Թանահատի վանք; انگلیسی: Tanahat Monastery) یک صومعه حواری ارمنی واقع در روستای ورنشن، در استان وایوتس‌جور، ارمنستان می‌باشد. ساخت و ساز این ساختمان بین سده‌های ۸ام-۱۳ام میلادی؛ به پایان رسید. این بنا به سبک معماری ارمنی طراحی شده‌است.